# 맨드럴

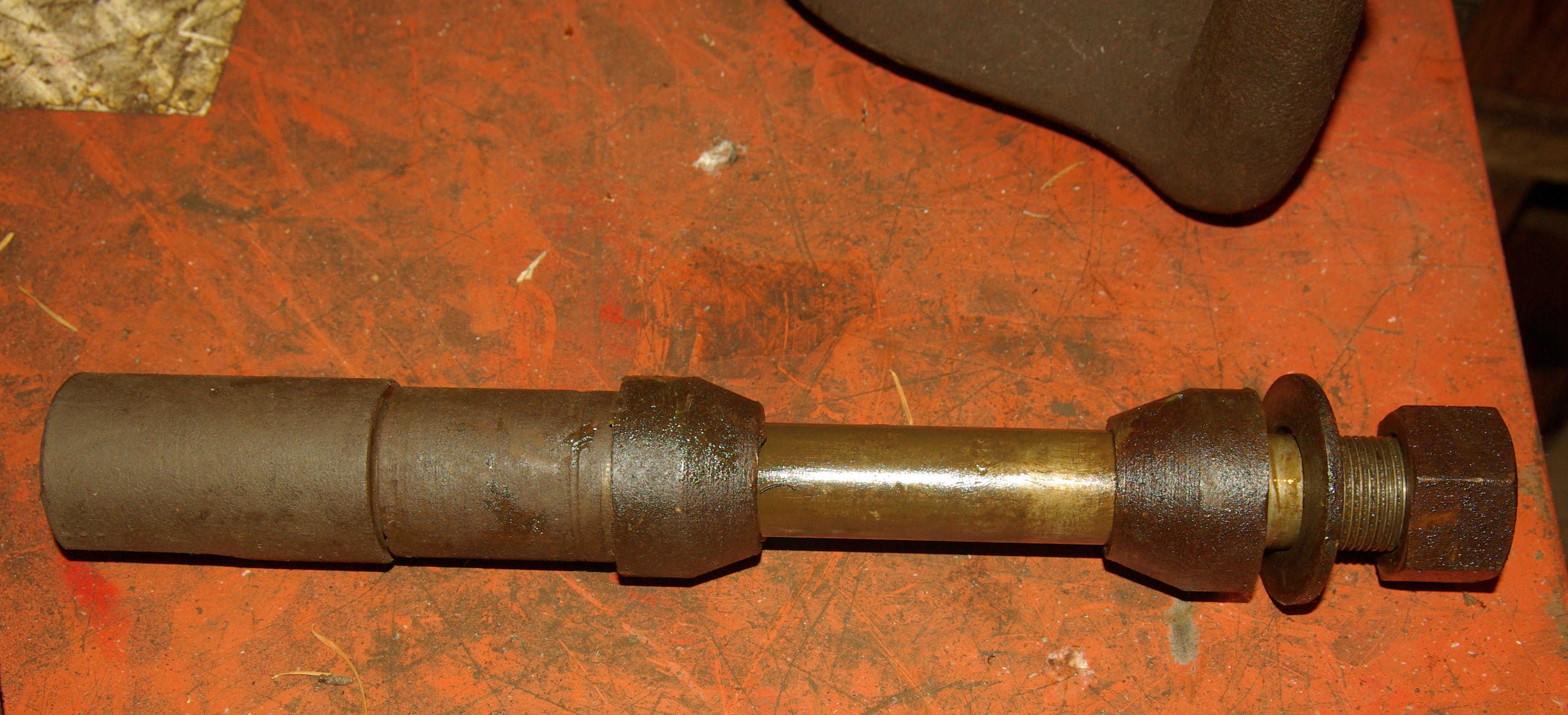

맨드럴(mandrel) 또는 아버(arbor)는 밀링머신 주축의 테이퍼 구멍이 고정하고 타단은 지지부에 의해 지지되는 봉을 아버라 하며, 커터를 끼우고 칼러에 의해 커터의 위치를 조정한다.